# St. Jakobus der Ältere (Fischbach)

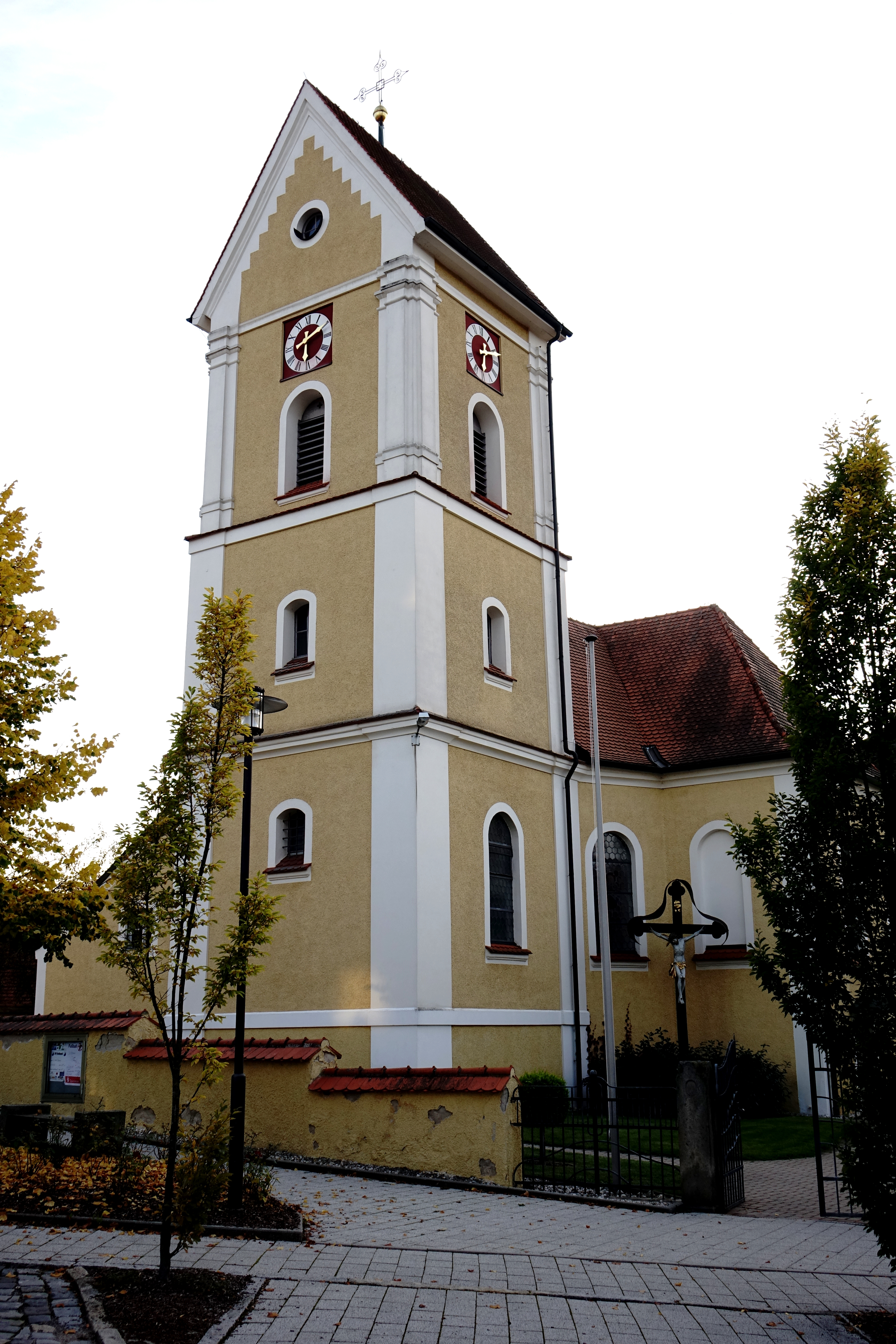
St. Jakobus der Ältere (Fischbach)

Die römisch-katholische, denkmalgeschützte Pfarrkirche St. Jakobus der Ältere, die ehemalige Schlosskirche des Schlosses Fischbach, steht in Fischbach, einem Gemeindeteil der Kleinstadt Nittenau im Landkreis Schwandorf der Oberpfalz. Die Kirche gehört zur Seelsorgeeinheit Nittenau im Dekanat Schwandorf des Bistums Regensburg. Das Bauwerk ist unter der Denkmalnummer D-3-76-149-35 als Baudenkmal in die Bayerische Denkmalliste eingetragen.

## Beschreibung
Georg Sigismund von Thürheim ließ 1726/27 eine neue Kreuzkirche mit einer Gruft errichten. Sie wurde 1919 nach einem Entwurf von Heinrich Hauberrisser umgebaut. Die Sakristei wurde 1917 angebaut und 1937 aufgestockt. Im Westen befindet sich die ehemalige Patronatsloge, die vom angrenzenden Schloss aus zugänglich war. Das 1840 errichtete obere Geschoss des Chorturms ist mit Pilastern an den Ecken verziert und mit einem Satteldach bedeckt. Es beherbergt die Turmuhr und den Glockenstuhl.
Der Innenraum des Langhauses ist mit einem Tonnengewölbe überspannt. Die Deckenmalerei stammt von Josef Wittmann. Zur Kirchenausstattung gehören drei barocke Altäre, die der Bauherr gestiftet hatte.